# Эль-Джауф
Эль-Джа́уф (араб. الجوف‎) — административный район на севере Саудовской Аравии.
- Административный центр — город Сакака.
- Площадь — 100 212 км².
- Население — 440 009 человек (2010 год).

## География
На северо-востоке граничит с административным округом Эль-Худуд-эш-Шамалия, на юго-востоке с административным округом Хаиль, на юго-западе с административным округом Табук, на севере с Иорданией. На западе территория выходит к заливу Акаба.

## Транспортная доступность
Расстояние между Эр-Риядом и городом Эль-Джауфом около 900 км. Время в пути самолётом 1 час 20 минут. В ноябре 2018 года запущен ночной поезд по маршруту Эр‑Рияд — Эль-Джауф. Он отправляется раз в неделю, развивает скорость до 160 км/ч и преодолевает расстояние между двумя городами за 8 часов.

## Административное деление
Административный округ делится на 3 мухафазы (в скобках население на 2010 год):
- Эль-Курьят (147 550)
- Даумат-Эль-Джандеаль (49 646)
- Сакака (242 813)

## Администрация
Во главе административного округа (провинции) стоит наместник с титулом эмира, назначаемый королём из числа принцев династии Аль Сауд.

### Эмиры
Эмиры минтаки (губернаторы провинции)
- 1930—1933: Турки бин Ахмад бин Мохаммад ас-Судайри
- 1933—1938: Абд аль-Азиз бин Ахмад бин Мохаммад[араб.] ас-Судайри
- 1938—1943: Мухаммад бин Ахмад бин Мохаммад ас-Судайри
- 1943—1989: Абд ар-Рахман бин Ахмад[араб.] ас-Судайри
- 1989—1998: Султан бин Абд ар-Рахман ас-Судайри
- 1998—2001: принц Абдал-Иллах Аль Сауд, сын короля Абд аль-Азиза
- 2002—2018: принц Фахд бин Бадр Аль Сауд, сын принца Бадра, внук короля Абд аль-Азиза
- 2018—2018: принц Бадр ибн Султан Аль Сауд, сын принца Султана, внук короля Абд аль-Азиза
- 2018—?: принц Фейсал ибн Навваф Аль Сауд, сын принца Наввафа, внук короля Абд аль-Азиза